# 根本京里
根本京里（日语：／ Nemoto Miyari，1997年5月22日—）是出身于茨城縣的日本女性聲優。青二製作所属。

## 经历
成为声优的契机是从小就喜欢動漫。
由于京里的父亲喜欢动漫和电影，因此经常会录制许多作品给京里观看。京里懂事的时候，已经接触过《鲁邦三世》、《城市猎人》等作品，后来还沉迷于《結界師》和《SOUL EATER》。当时京里非常崇拜《结界师》的女主角雪村時音，还特意为此留长头发，是一个十足的“宅女”。
京里原以为父母肯定会反对，于是制作了一份详细且能够获得认可的演示文稿，并向他们进行了展示。然而，京里的父母却支持她。
在养成所学习期间，原以为自己“能够表演”才进入所，但当京里第一次看到同事务所工作的角倉英里子表演时，京里感到绝望，这也对她意识发生很大的转变。
京里的动画出道作是《咯咯咯鬼太郎》。
刚开始以声优为目标时，京里感到非常不安，并决定：“如果出道后五年内没有拿到自己满意的角色，就果断放弃声优这条路。”在一次偶然的机会，京里首次在《女忍者椿的心事》中获得主角角色，饰演「山茶花」一角，这一角色令京里有希望能够在声优行业待下去。

## 人物
成为京里职业生涯中转折点的作品是《女忍者椿的心事》。由于这个作品，京里开始接到更多喋喋不休类型的角色，因此成功拓宽了她演绎的范围。此外，同样的情况也发生在《機戰少女Alice》中的「高幡長閑」身上。正因京里与高幡長閑的性格非常相近，所以在演绎该角色时感到自身和角色之间的界限变得模糊。当时，京里对作品公开后的舆论反响感到不安，但京里很高兴粉丝们会喜欢该角色。
兴趣是跑步和美甲，特技则是電貝斯和滑雪。此外还持有柔道初段的资格。
大学期间，曾是排球部的成员。

## 演出作品
※粗體字為主要角色。

### 电视动画
2019年
- 咯咯咯鬼太郎（2019年 - 2020年、女性、女主播、模特、小孩、辣妹）

2020年
- 科學超電磁砲T（敌高女）
- ONE PIECE（2020年 - 2022年、艺妓、小孩、娘、女孩子、町民、其他）
- 輝夜姬想讓人告白～天才們的戀愛頭腦戰～（女学生）
- 魔法水果籃（男孩子、女学生）
- 更多！認真地不認真的怪傑佐羅力（2020年 - 2022年、男孩子B、门把手B、观众D、丁姬、幼儿园儿童B、他）
- 櫻桃小丸子（2020年 - 2022年、茶馆、女子3、猫①）
- 總之就是很可愛（幼儿园的女孩子）
- 突擊莉莉 BOUQUET（立原纱愈）
- 王之襲擊：意志的繼承者（厨师、女2）
- 進擊的巨人（2020年 - 2021年、小孩）

2021年
- 比方說，這是個出身魔王關附近的少年在新手村生活的故事（女A）
- 境界觸發者（系统声音）
- 戰鬥員派遣中！（梅尔酱）
- D_CIDE TRAUMEREI THE ANIMATION（朋友）
- 数码宝贝幽灵游戏（女高中生）

2022年
- CUE!（节常女子）
- 女忍者椿的心事（山茶花[6]）
- 繼母的拖油瓶是我的前女友（女学生）
- BanG Dream! Morfonication（同级生A）

2023年
- 關於我在無意間被隔壁的天使變成廢柴這件事（女学生）
- 再得一勝！（小出寧寧）
- 我內心的糟糕念頭（女校学生B）
- 機戰少女Alice Expansion（高幡長閑[7]）
- 和山田談場Lv999的戀愛（学生）
- 獻祭公主與獸王（鸟族的小孩）
- 我的幸福婚約（斋森家佣人）
- 堀與宮村 -piece-（女学生B）
- 死神少爺與黑女僕（2023年 - 2024年、法伊法）
- 英雄教室（蕾维娅）
- 大小姐和看門犬（原崎）
- 撿走被人悔婚的千金，教會她壞壞的幸福生活（小孩）
- 我的新上司是天然呆（绀野的友人）
- 不死不運（2023年 - 2024年、米可·弗格爾）

2024年
- 公主殿下，“拷问”的时间到了（章鱼）
- 反派千金等級99～我是隱藏頭目但不是魔王～（迪巴）
- WIND BREAKER—防風少年—
- 從Lv2開始開外掛的前勇者候補過著悠哉異世界生活（少女）
- 為何我的世界被遺忘了？（最终莱泽们的声音）
- 2.5次元的誘惑（CosplayerC）
- 卡片戰鬥!! 先導者 Divinez（学生）
- ATRI -My Dear Moments-（学生）
- 魔王2099（美里奈）
- Re:從零開始的異世界生活 第3季（避难所的人）
- 一兆＄遊戲（天啪组）
- 亂馬½（2024年版）（女子）
- Asatir 未來的傳說故事（2024年 - 2025年、长女、莎蕾）

2025年
- 群花綻放、彷如修羅（猫井未唯子）
- 青春特調蜂蜜檸檬蘇打（遠藤步[8]）
- SAKAMOTO DAYS 坂本日常（哔之助）
- 男女之間存在純友情嗎？（不，不存在！）（女学生B）
- 琉璃的寶石（谷川琉璃[9]）

### 剧场版动画
2020年
- 寶可夢：皮卡丘與可可的冒險（播音员）

2021年
- 劇場版美少女戰士Eternal（学生）
- 我的英雄學院：世界英雄任務
- 超時空要塞Δ劇場版 絶對LIVE!!!!!!
- Macross F 时之迷宫

2022年
- 泡泡

### 网页动画
2020年
- 寶可夢 破曉之翼（广告工作人员）

2021年
- 寶可夢進化（皮卡丘〈男〉、和平之女神）
- POKÉTOON 我变成了耿鬼？（轻飘飘[10]）
- Mini卡片战斗先导者 Large（女性3）
- 範馬刃牙（助手）
- 加油吧同期醬（女孩子、二次会的参加者）

2022年
- 寶可夢 釋雪二藍

2023年
- PLUTO ～冥王～[11]（小孩）

### 游戏
2019年
- 我家公主最可爱（オロチ[12]）

2020年
- 失落的方舟（ネリア[13]）
- 動物朋友3（小熊猫[14]）
- 拜托了，不要让我回到现实！交响舞台（リンドリット パフブリンガー[15]）

2021年
- Over Eclipse（アルゴル[16]）

2022年
- 緋染天空 Heaven Burns Red（2022年 - 2024年、菅原千惠[17]）
- ALICE Fiction 缥缈群像（佐佐木小次郎[18]）
- 突擊莉莉 Last Bullet（立原紗癒[19]）

2023年
- 歧路旅人II
- 機戰少女Alice（2023年 - 2024年、高幡長閑）
- 蔚藍檔案（2023年 - 2024年、宇澤澪紗[20]）
- 慟哭奇機（诺亚[21]）
- 拂曉：勝利之刻（ブルターニュ）

2024年
- 賽馬娘 Pretty Derby（參孫大[22]）
- 賽馬娘 Pretty Derby 熱血喧鬧大感謝祭！（參孫大） - DLC追加角色

## 音樂作品

### 角色歌
| 發售日         | 商品名                                                                    | 演唱                                                                                               | 歌曲                                                                        | 備註                                               |
| -------------- | ------------------------------------------------------------------------- | -------------------------------------------------------------------------------------------------- | --------------------------------------------------------------------------- | -------------------------------------------------- |
| 2020年12月23日 | おねがい、俺を現実に戻さないで！ シンフォニアステージ VOCAL COLLECTION 01 | ファミーリア                                                                                       | 「上空リヴァーバレイション」                                                | 游戏《拜托了，不要让我回到现实！交响舞台》相关歌曲 |
| 2020年12月23日 | おねがい、俺を現実に戻さないで！ シンフォニアステージ VOCAL COLLECTION 01 | アユカワユウ（內山悠里菜）、リンドリットパフブリンガー（根本京里）、ウルルーオースピア（菅沼千紗） | 「CHANCE!」                                                                 | 游戏《拜托了，不要让我回到现实！交响舞台》相关歌曲 |
| 2022年7月6日   | 女忍者椿的心事 あかね組音楽集                                             | 椿（夏吉優子）、山茶花（根本京里）、朝顏（鈴代紗弓）                                               | 「あかね組活動日誌 ～戌班～」                                               | 电视动画《女忍者椿的心事》片尾曲                   |
| 2022年7月6日   | 女忍者椿的心事 あかね組音楽集                                             | あかね組ねうしとらうたつみうまひつじさるとりいぬい                                                 | 「あかね組活動日誌 ～ねうしとらうたつみうまひつじさるとりいぬい大集合！～」 | 电视动画《女忍者椿的心事》片尾曲                   |

## 脚注

### 團體成員
1. ↑  アユカワユウ（內山悠里菜）、リンドリットパフブリンガー（根本京里）、ウルルーオースピア（菅沼千紗）、メルブレイドビターミスト（風間萬裕子）、ラルムスクルシェッロ（久住琳）、カレッカマリブラ（保渚美）、ノア オリヴェリア（關口理咲）、ラニ（森山由梨佳）、ジュシ― ハイレン（川上弘美）、ディアマンテ リーンウェイブ（薄井友里）、ロッティドランギア（社本悠）、ニーナミスティリオン（松嶌杏實）、ラーラジュヌヴィエーヴル ファインスター三世（山根綺）、シホ（白砂沙帆）、ヤオリェンロオ（松下真緒）
2. ↑  椿（夏吉優子）、山茶花（根本京里）、朝顏（鈴代紗弓）、龍膽（小原好美）、杏李（山根綺）、水芭蕉（石見舞菜香）、馬利筋（富田美憂）、茴香（朝日奈丸佳）、桔梗（田中美海）、木蓮（羊宮妃那）、山菊（廣瀨有紀）、鳳仙花（河野日和）、紫苑（長谷川育美）、鈴蘭（遠野光）、紫陽花（古賀葵）、款冬（南真由）、虎杖（七瀨彩夏）、梅（和多田美咲）、緋桐（貫井柚佳）、蘿蔔（高田憂希）、蓮（佳原萌枝）、蕺（川井田夏海）、梧桐（小市真琴）、芍藥（土屋李央）、菫（菲魯茲·藍）、薊（朝井彩加）、蒲公英（井上穗乃花）、蜀葵（市之瀨加那）、向日葵（峯田茉優）、萩（近藤玲奈）、花月（會澤紗彌）、杜鵑（幸村惠理）、木槿（伊藤彩沙）、雛菊（高野麻里佳）、旌節花（長繩麻理亞）、鬼百合（大地葉）